# 辻文明
辻文明（つじ ふみあき、1936年1月28日 - 2006年5月22日）は、愛知県名古屋市出身のピアノ調律師。

## 略歴
母・文子（名前の一文字の由来）は出産前の風邪が悪化し1936年2月3日に死去。日本楽器製造株式会社（現ヤマハ株式会社）に入社。
ハンブルク支店駐在を経て帰国後、同社のコンサートグランドピアノの開発責任者として，CF-IIIを世に送り出した他、アーティストサービス部ではピアノ調律師としての仕事も続けた。1997年、同社退職後はフリーのピアノ調律師として活躍。卓越した技術とその人柄で、国内外の演奏家の信頼を得た。中でも内田光子のピアノ調律を手がけたことで知られ、純正律で調弦したピアノによる演奏を録音したCDが残されている。その他、エリック・ハイドシェックのリサイタルでの調律の模様がNHK番組で取り上げられた。
2005年秋、体調を崩し静岡県浜松市で闘病生活を送るも2006年5月22日死去した。